# Stazione di Pont-de-Beauvoisin
La stazione di Pont-de-Beauvoisin è una stazione ferroviaria della linea Saint-André-le-Gaz - Chambéry.
Posta in rue de la Gare a Le Pont-de-Beauvoisin, serve anche il vicino comune di Le Pont-de-Beauvoisin, nel dipartimento della Savoia.

## Storia
La stazione fu messa in servizio il 24 settembre 1884 dalla Compagnie des chemins de fer de Paris à Lyon et à la Méditerranée (PLM) in concomitanza con l'apertura della linea.

## Movimenti
La stazione è servita dai treni regionali TER Auvergne-Rhône-Alpes.